# 와카마쓰 유지로
와카마쓰 유지로(일본어: 若松有次郎, わかまつ　ゆうじろう)는 일본제국 육군의 군의이다. 세균 무기를 연구했던  100 부대에서 복무했던 수의사 군의이다. 전쟁 후 어떤 처벌도 받지 않고, 일본에 돌아와 연구직에 종사했다.

## 이력
그는 수의사 군의로, 동물, 특히 말에 대한 세균무기를 연구하는 부대인 100부대의 설립자였다. 이 부대는 1936년 봄 창춘에서 "관동군 군마 방역창"으로 설립되었고,  1941년에 100부대로 개칭되었다.
부대의 목적은 적의 군마를 약화시킬 세균무기를 개발하는 것이었지만, 사람까지 감염시킬 방법을 연구하기 위해 인간에 대한 생체실험을 행했던, 731부대와 함께 공동연구를 하기도 하였다. 뿐만 아니라 100부대 내에서도 731부대와 마찬가지로 인간에 대한 수많은 생체실험이 행해졌다. 또한 세균전을 실시하기 위해 대량의 탄저균, 점막마비저, 곰팡이 등을 배양하였다.
그는 이런 업적으로 종전시까지 승진하여 군의소장(軍醫小將)까지 승진했고, 731부대의 관계자들과 마찬가지로 종전후에는 어떠한 처벌도 받지 않았다. 미국에 세균전 연구성과를 넘기고 사면을 받았다는 설이 있으며, 와카마쓰는 일본에 돌아와 제약회사인 니혼이야쿠(日本医薬）에서 공장장을 맡았고, 시즈오카현 위생연구소에서 일하기도 했다.